# 王子路 (利物浦)
王子路（Princes Road）是英格兰利物浦托克斯泰斯区（Toxteth）的一条街道。它开始于王子公园北端的交通圆环 where Croxteth,德文郡和Kingsley 路交汇，向西北大约1公里到上议会街。它的大部分路段与王子大道平行，在它们之间有一个绿树成荫的地带，那里曾经有电车轨道。

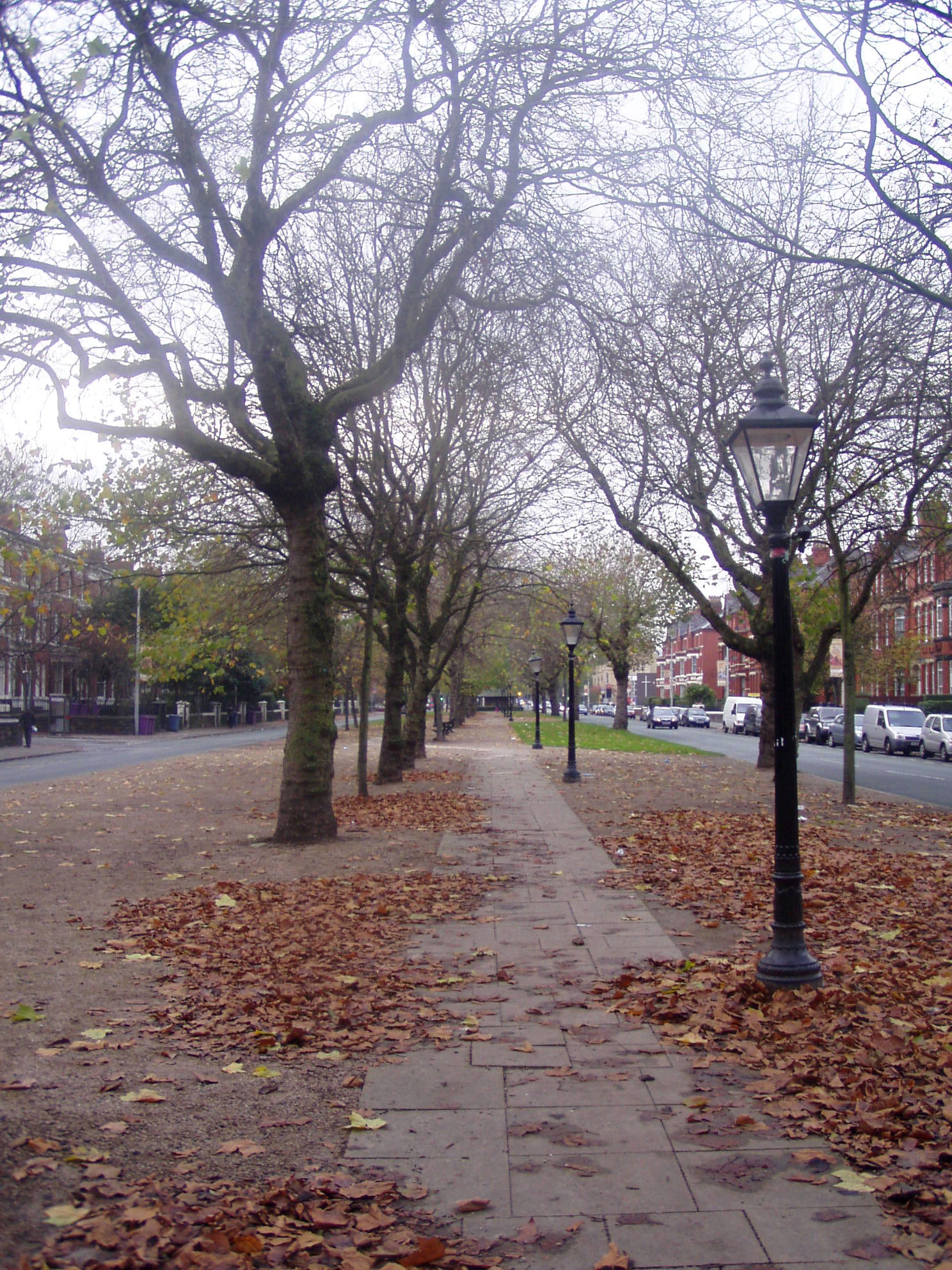
王子路

在19世纪利物浦的鼎盛时期，王子路曾是一条商人住宅的大街，其中有些已经失修或被拆毁。 

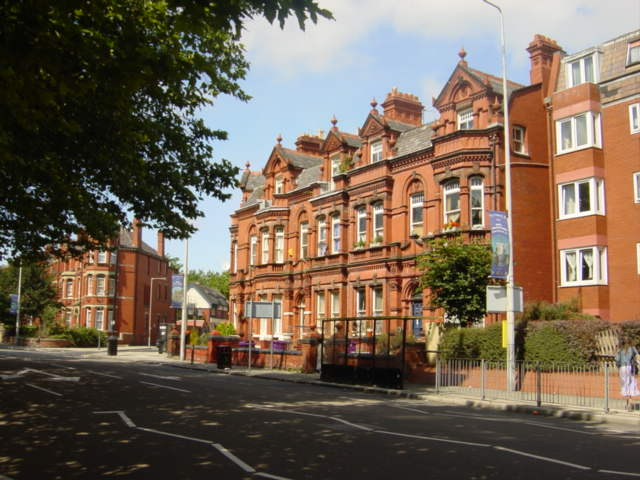
王子路对面的富商住宅

- 威尔士长老会教堂. 哥特复兴建筑，曾是利物浦最高建筑。建筑师Audsley 兄弟。建于1868年。II级登录建筑。
- 王子路犹太会堂，兼有哥特复兴与摩尔复兴风格，建筑史学家H. A. Meek 称它“令人惊叹”。[2] 建筑师Audsley 兄弟。建于1874年。I级登录建筑
- 希腊正教会圣尼古拉堂，华丽的新拜占庭建筑，建筑师 W. & J. Hay，建于1870年，II级登录建筑